# Я (философия)
Я — центральное понятие многих философских систем, в которых субъект является первичным активным и систематизирующим фактором, носителем духовных способностей.
По Р. Декарту «Я мыслю» является исходным принципом философии, которое сопровождает каждый сознательный акт, у Декарта, которого считают основателем рационализма, «сфера Сознания» и «Я» сливается.
Немецкая классическая философия отождествляет «сферу Я» со «сферой Сознания», осознанных действий, что характерно для рационализма.
Г. В. Лейбниц считал, что мы осознаём лишь немногое из того, что переживает душа. И. Кант различал эмпирично-индивидуальное и «чистое Я», которое выступает как «трансцендентальное целое апперцепции» и как «носитель категорического императива». По Й. Г. Фихте, «Я» — абсолютное творческое начало, которое является фундаментом всего сущего и самого себя как «не Я».
Г. В. Ф. Гегель, исходя из принципа исторического развития, рассматривал «Я» в зависимости от степени развития морального самосознания, духовной зрелости эпохи. В ходе истории ширится сфера человеческой ответственности, круг осознанных действий, которые находятся под контролем «Я».
У экзистенциалистов, которые исходят из интенциональной структуры сознания, «Я» выступает как активный творческий полюс сознания, противоположный осмысленному предмету. По их мнению «Я» невозможно осмыслить в своей активности, оно как лезвие сознания, которое рационализирует его поток, оставаясь при этом иррациональным. Отсюда исходит утверждение о неосознании личности, о невозможности человеком познать своё «Я».